# Hypercompe muzina
Hypercompe muzina är en fjärilsart som beskrevs av Charles Oberthür 1881. Hypercompe muzina ingår i släktet Hypercompe och familjen björnspinnare. Inga underarter finns listade i Catalogue of Life.